# Jens Heimburger
Jens Heimburger (født 23. april 1965 i Kongens Lyngby) er en dansk direktør og bestyrelsesformand og tidligere medlem af Folketinget, valgt for Det Konservative Folkeparti.
Jens Heimburger er i dag direktør for Dansk Generationsskifte, som han stiftede i 2005. I 2020 har Dansk Generationsskifte 8 virksomheder I porteføljen.
Dansk Generationsskifte hjælper små- og mellemstore firmaer gennem generationsskifter og turn-arounds ved at tilføre ejerskab og ledelse. I de seneste år har Dansk Generationsskifte været med til at gennemføre omfattende forandringer og fornyelse i en lang række virksomheder som f.eks. House of Amber (der gik konkurs i 2020), Damixa, Afrika-Safari og Australian BodyCare. 
Heimburger blev student fra Nykøbing Katedralskole i 1983 og uddannet shippingassistent hos A.P. Møller i 1985. I 1987 blev han ansat i Egeberg Reklamebureau. Han stiftede i 1991 Heimburger Reklamebureau A/S, som han var direktør og hovedaktionær i. Senere blev virksomheden solgt til det internationale reklamebureau Grey. Han købte i 1996 50% af firmaet Ahead, som Steen Tromholt stiftede i 1988. Ahead blev solgt 2000 til franske Valtech. I 2005 var han medstifter af typehusfirmaet M2, som han senere solgte.
Jens Heimburger har været formand for Udvikling Fyn, en sammenslutning af de fem største kommuner på Fyn med fokus på erhvervsudvikling og erhvervsfremme.
Jens Heimburger var landsformand for Konservativ Ungdom i 1985-87. Han blev medlem af Folketinget ved valget 11. marts 1998, og sad frem til 14. august 2000 for Det Konservative Folkeparti. I dag er han medlem af Moderaterne, hvor han også er medlem af hovedbestyrelsen.